# Jay Bowerman
Jay Bowerman, född 15 augusti 1876 i Winneshiek County, Iowa, död 25 oktober 1957 i Portland, Oregon, var en amerikansk republikansk politiker. Han var den 13:e guvernören i delstaten Oregon 1910–1911.
Bowerman avlade 1896 juristexamen vid Willamette University och arbetade som advokat i Oregon samt deltog i spansk-amerikanska kriget. År 1909 tillträdde han som talman i delstatens senat. I den egenskapen skötte han guvernörsämbetet under de sista månaderna av Frank W. Bensons mandatperiod då denne hade drabbats av hälsoproblem.
Bowerman avled 1957 i Portland och gravsattes på begravningsplatsen Lincoln Memorial Park.